# Немецкое химическое общество
Немецкое химическое общество (нем. Deutsche Chemische Gesellschaft, DChG) — химическое общество, основанное в 1867 году группой ведущих немецких промышленников в Берлине.
У истоков общества стояли Август Вильгельм Гофман, Адольф Байер, Карл Александер Марциус, Эрнст Кристиан Фридрих Шеринг и Герман Вихельхаус. Президентом новосозданной организации был избран Гофман, который до этого занимал аналогичную должность в Лондонском химическом обществе (ныне Королевское химическое общество).
На учредительном заседании 11 ноября 1867 года Гофман провозгласил идею создания учреждения: 

Новое общество предназначено для того, чтобы дать возможность представителям чистой и прикладной химии обмениваться идеями, и благодаря этому укреплять на новом уровне сотрудничество между наукой и промышленностью.
Оригинальный текст (нем.)Die neue Gesellschaft sei ganz eigentlich dazu bestimmt, den Vertretern der speculativen und der angewandten Chemie Gelegenheit zum gegenseitigen Ideenaustausche zu geben, um auf diese Weise die Allianz zwischen Wissenschaft und Industrie aufs Neue zu besiegeln.

Под руководством Гофмана общество содействовало решению многих проблем в химической промышленности. За время его председательствования было опубликовано около 900 статей, печатавшихся в собственном научном вестнике «Berichte der Deutschen Chemischen Gesellschaft» («Berliner Berichte», «Berl. Ber.»), который впоследствии разделился на несколько изданий (из него образовался, например, современный журнал «Chemische Berichte»).
Гофман играл ведущую роль в деятельности общества, и после его смерти в 1892 году были предприняты усилия с целью увековечить его имя. Так, в 1900 году было возведено мемориальное здание «Гофманхаус», куда переехало общество, а в 1902 году организация стала вручать медаль Гофмана «За выдающиеся достижения в отрасли экспериментальной химии и за продвижение экспериментальных химических исследований». Кроме этой награды, общество учредило и другие: медаль Либиха (1903), медаль Адольфа Байера (1910), медаль Эмиля Фишера (1912), премия памяти Карла Дуйсберга (1935).
По окончании Второй мировой войны общество прекратило своё существование, а вскоре, в 1949 году, возобновило деятельность, реорганизовавшись в Общество немецких химиков.